# The Big Black and the Blue
The Big Black and the Blue — дебютный студийный альбом шведского инди-фолк дуэта сестёр Йоханны и Клары Сёдерберг, известного как First Aid Kit. Он был выпущен 18 января 2010 года в Великобритании с помощью лейбла Wichita Recordings, а 25 мая 2010 года последовал релиз в США.
Альбом получил положительные отзывы критиков.

## Отзывы
| Совокупная оценка | Совокупная оценка |
| Источник          | Оценка            |
| ----------------- | ----------------- |
| Metacritic        | 70/100            |
| Оценки критиков   |                   |
| Источник          | Оценка            |
| AllMusic          | [ 2 ]             |
| Clash             | [ 3 ]             |
| Drowned in Sound  | [ 4 ]             |
| The Guardian      | [ 5 ]             |
| musicOMH          | [ 6 ]             |
| NME               | [ 7 ]             |

Альбом получил в основном положительные отзывы  от музыкальных журналистов.
Его рейтинг на Metacritic равный 70 из 100 на основе нескольких рецензий означает «в целом положительные отзывы».
New Musical Express поставил альбому оценку 8/10, отметив «феноменальное владение группой великолепными мелодиями и душераздирающими гармониями», а Clash написал, что «тексты по-прежнему выделяются на фоне расслабляющего темпа и придают песням изюминку... что делает все впечатление волшебным». Однако, как и в случае с Drunken Trees, некоторые критики высказали более сдержанные оценки: Drowned in Sound поставили альбому оценку 6/10, написав, что «среди треков есть прекрасные и удивительные, но есть и более скучные моменты, когда история, из которой First Aid Kit черпают свою музыку, переполняет их песни, постоянно напоминая нам о том, что было раньше». BBC, похвалив альбом в целом, также высказали свои сомнения, отметив, что «песни порой представляют собой не более чем наброски... только один элемент освещён должным образом: вокал».

## Список композиций
Слова и музыка всех песен — Клары и Йоханны Сёдерберг.
| №   | Название                 | Длительность |
| --- | ------------------------ | ------------ |
| 1.  | «In the Morning»         | 2:36         |
| 2.  | «Hard Believer»          | 3:40         |
| 3.  | «Sailor Song»            | 2:44         |
| 4.  | «Waltz for Richard»      | 2:49         |
| 5.  | «Heavy Storm»            | 3:21         |
| 6.  | «Ghost Town»             | 4:47         |
| 7.  | «Josefin»                | 3:31         |
| 8.  | «A Window Opens»         | 4:21         |
| 9.  | «Winter Is All Over You» | 3:39         |
| 10. | «I Met Up with the King» | 2:49         |
| 11. | «Wills of the River»     | 4:19         |

## Чарты

### Еженедельные чарты
| Чарт (2010)                | Высшая позиция |
| -------------------------- | -------------- |
| Швеция (Sverigetopplistan) | 30             |